# 马尔马涅 (索恩-卢瓦尔省)
马尔马涅（法語：Marmagne，法語發音：[maʁmaɲ]）是法国索恩-卢瓦尔省的一个市镇，属于欧坦区。

## 地理
马尔马涅（46°50'15"N, 4°21'29"E）面积32.26 平方千米，位于法国勃艮第-弗朗什-孔泰大區索恩-卢瓦尔省，该省份为法国中部省份，北起顺时针与科多尔省、汝拉省、安省、罗讷省、卢瓦尔省、阿列省和涅夫勒省接壤。
与马尔马涅接壤的市镇（或旧市镇、城区）包括：歐坦、昂蒂利、布鲁瓦、勒克勒佐、蒙瑟尼、圣塞尔南迪布瓦、圣桑福里安-德马尔马涅。

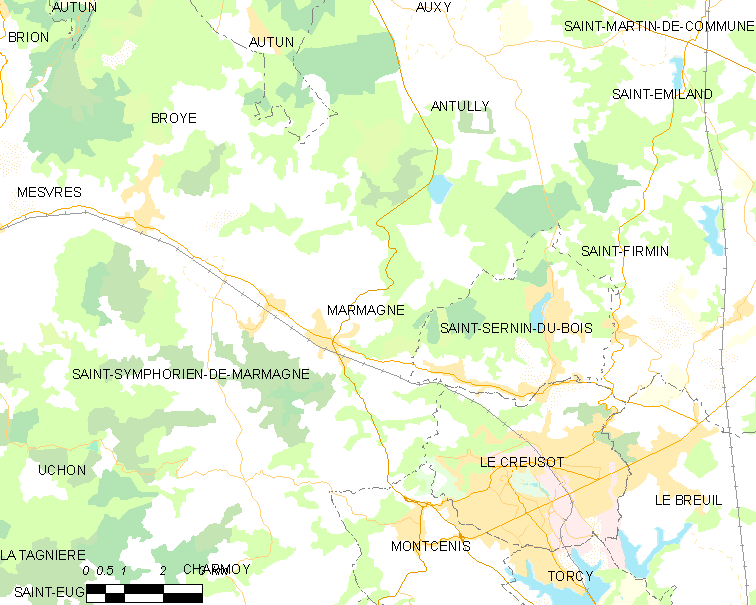
的OSM定位图

马尔马涅的时区为UTC+01:00、UTC+02:00（夏令时）。

## 行政
马尔马涅的邮政编码为71710，INSEE市镇编码为71282。

## 政治
马尔马涅所属的省级选区为欧坦第二县。

## 人口

1962-2008年间人口变化图示

马尔马涅于2022年1月1日时的人口数量为1276人。